# Haplusia braziliensis
Haplusia braziliensis är en tvåvingeart som beskrevs av Ephraim Porter Felt 1915. Haplusia braziliensis ingår i släktet Haplusia och familjen gallmyggor. Inga underarter finns listade i Catalogue of Life.